# 迪蘭·布魯斯
迪蘭·布魯斯（英語：Dylan Bruce；1980年4月21日—）是一位加拿大演員。他的主要作品包括CBS肥皂劇As the World Turns。布魯斯出生在溫哥華。

## 外部連結
- 迪蘭·布魯斯在互联网电影资料库（IMDb）上的資料（英文）
- Dylan Bruce at Seattle Models Guild
- Dylan Bruce at Space
- Dylan Bruce （页面存档备份，存于） at BBC America